# Red (альбом)
Red (с англ. — «Красный») — седьмой студийный альбом британской группы King Crimson, выпущенный 1 октября 1974 года лейблом Island Records в Великобритании и лейблом Atlantic Records в США. Это последний альбом King Crimson, записанный в 1970-е годы.
Red занимает 8 место в списке Топ-25 лучших альбомов прогрессивного рока по версии Progarchives.com и 7 место в списке «25 лучших классических альбомов прогрессивного рока» по версии PopMatters, а также 15 место в списке «50 величайших прог-рок-альбомов всех времён» журнала Rolling Stone.
Ремастирован и переиздан с добавлением бонус-треков в 2000-е гг. В 2009 году диск был переиздан с многоканальным (5.1) звуком в формате DVD-Audio; над миксом работал Стивен Уилсон из группы Porcupine Tree.

## Об альбоме
В начале 1974 года, незадолго до завершения концертного тура по США и Канаде было принято решение попросить Дэвида Кросса покинуть группу, в результате чего она превратилась в трио: Роберт Фрипп — Джон Уэттон — Билл Бруфорд. В таком составе группа в июле этого же года приступила к записи нового альбома в лондонской Olympic Studios. Фрипп привлёк к участию в записи нескольких участников записи некоторых прошлых альбомов (Робина Миллера на гобое, Марка Чарига на корнете), бывших участников King Crimson (Иэна Макдональда и Мела Коллинза на саксофоне и того же Кросса на скрипке), а также нескольких музыкантов на виолончели и контрабасе, имена которых не указаны в альбоме.
Red был выпущен в октябре 1974 года на лейбле Island Records в Великобритании и Atlantic Records в Северной Америке и Японии. В альбом вошли пять композиций, четыре из которых были записаны в Olympic Studios в июле — августе 1974 года, а композиция "Providence" была свободной импровизацией, записанной на концерте 30 июня 1974 года в Palace Theater в Провиденсе (Род-Айленд). Песня "Starless" изначально была написана для предыдущего альбома Starless and Bible Black, но в результате в тот альбом не вошла.

## Отзывы критиков
По словам музыкального критика Брюса Эдера (Bruce Eder), на этом альбоме «корнет Чарига получил едва ли не лучшую демонстрацию, которую он когда-либо имел в альбомах King Crimson, и немногие группы могли бы вместе получить такой же хороший альбом, как "Red". Тот факт, что он был создан группой в состоянии агонии, делает это достижение ещё более впечатляющим. "Red" улучшил некоторые аспекты предыдущего альбома, в том числе композицию "Starless", двоюродного брата заглавного трека предыдущего альбома, и только более низкое качество вокальных композиций не позволяет рекомендовать его так настоятельно, как двух его предшественников».
Стив Пиккок (Sounds) писал, что «альбом звучит как миниатюрное отображение среднеанглийского тяжёлого рока, насыщенное прекрасными барабанами и сглаженное вокальными партиями Уэттона, немилосердно обструганными и отполированными чем-то вроде ушного воска. <…> Как хотелось бы, чтобы <Уэттона и Бруфорда> дополняло что-нибудь менее рассудочное и манерное, чем игра Роберта Фриппа. "Red" со всей очевидностью показывает, что музыканты переросли представление своего лидера о них. Может быть, поэтому King Crimson и раскололся».
Пирс Сэдж (Time Out) оценил альбом негативно, назвав его «предсказуемым и скучным, с обязательной долей безумных импровизаций, диких шумов и меллотронных наложений».

## Список композиций
| №  | Название                 | Автор(ы)                     | Длительность |
| -- | ------------------------ | ---------------------------- | ------------ |
| 1. | «Red»                    | Фрипп                        | 6:16         |
| 2. | «Fallen Angel»           | Фрипп, Палмер-Джеймс, Уэттон | 6:03         |
| 3. | «One More Red Nightmare» | Фрипп, Уэттон                | 7:10         |

| №  | Название                                                                 | Автор(ы)                                     | Длительность |
| -- | ------------------------------------------------------------------------ | -------------------------------------------- | ------------ |
| 4. | «Providence» (Записано в «Palace Theatre», Провиденс, США, 30 июня 1974) | Бруфорд, Кросс, Фрипп, Уэттон                | 8:10         |
| 5. | «Starless»                                                               | Бруфорд, Кросс, Фрипп, Палмер-Джеймс, Уэттон | 12:16        |

| №  | Название                                                                      | Автор(ы)                      | Длительность |
| -- | ----------------------------------------------------------------------------- | ----------------------------- | ------------ |
| 6. | «Red» (pre-overdub trio version)                                              | Фрипп                         | 6:27         |
| 7. | «Fallen Angel» (pre-overdub trio version instrumental)                        | Фрипп, Уэттон                 | 6:26         |
| 8. | «Providence» (unedited live version taken from The Great Deceiver)            | Бруфорд, Кросс, Уэттон, Фрипп | 10:09        |
| 9. | «A Voyage to the Centre of the Cosmos» (improv taken from The Great Deceiver) | Бруфорд, Кросс, Уэттон, Фрипп | 16:50        |

## Участники записи
- Роберт Фрипп — гитара, меллотрон;
- Джон Уэттон — бас-гитара, вокал;
- Билл Бруфорд — ударные, перкуссия.

Приглашённые музыканты
- Дэвид Кросс — скрипка;
- Мел Коллинз — сопрано-саксофон;
- Иэн Макдональд — альт-саксофон;
- Робин Миллер — гобой;
- Марк Чариг — корнет.